# Heidiland

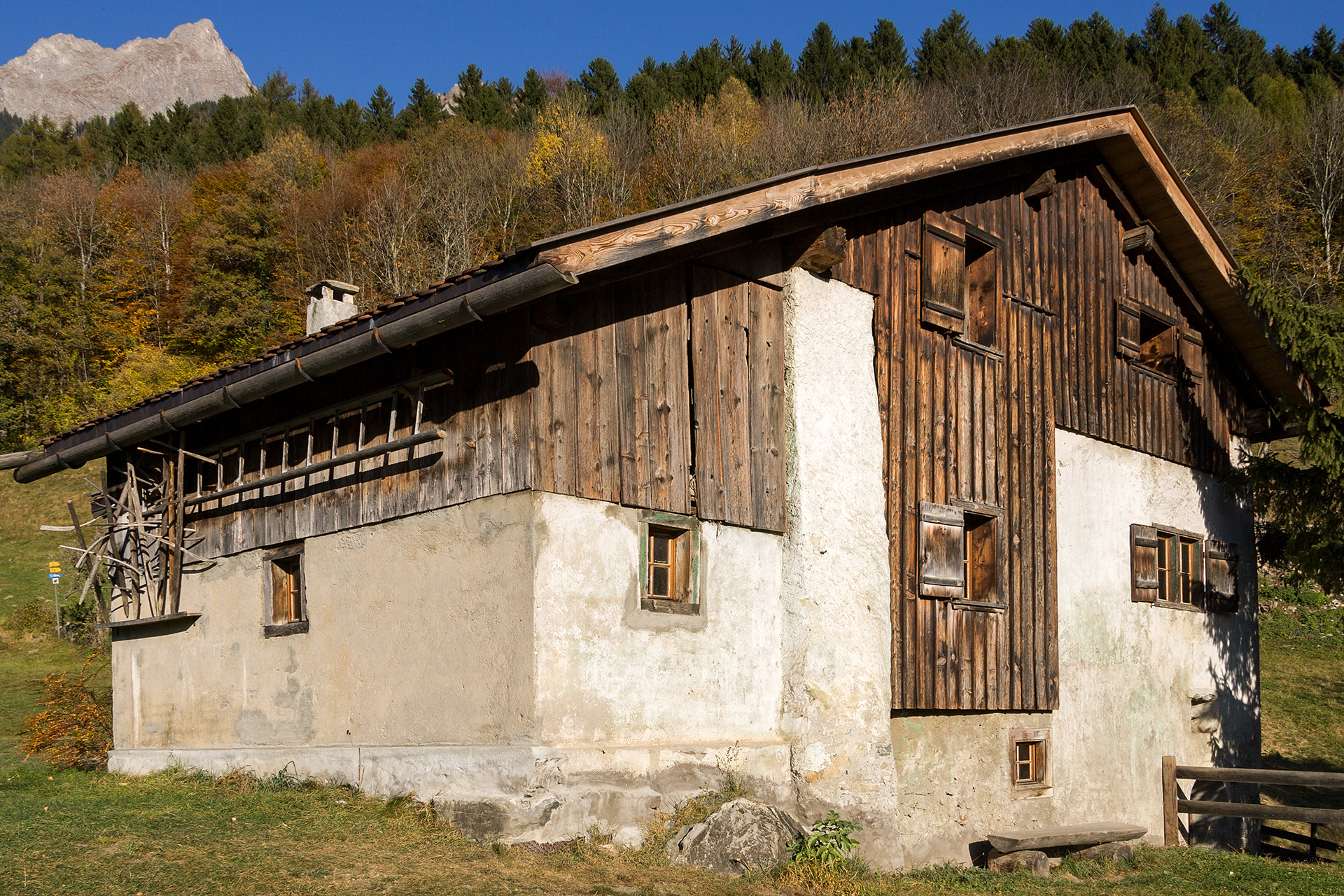
Casa de Heidi en Heididorf

Heidiland es un destino turístico de Suiza donde se desarrolla la acción de la novela Heidi de la escritora Johanna Spyri. La región se sitúa en los Alpes, cerca de la frontera entre Liechtenstein y Austria e incluye principalmente a la comuna de Maienfeld en el Cantón de los Grisones dentro del distrito de Landquart a orillas del río Rin.
El circuito turístico comienza en la Estación de Maienfeld atravesando la localidad hacia Heididorf ("aldea de Heidi" en alemán), mencionada en el libro como Dörfli el lugar donde Heidi nació y en el que se halla la casa de dos plantas que solía ser la residencia de invierno de Heidi y su abuelo cuando acorde a la novela, deciden vivir en el pueblo. Desde allí parte un sinuoso sendero en escalada hacia lo alto de la montaña hasta llegar al valle de Egadina en St Moritz donde se encuentra la cabaña del "viejo de los Alpes" (también llamado "el tío de las montañas") o "cabaña de Heidi" (Heidi hütte).
A lo largo del camino, que constituye un desafío para los aficionados al excursionismo, pueden encontrarse letreros y referencias decorados temáticamente con respecto a distintos pasajes de la novela. La cabaña de Egadina es una recreación construida originalmente en 1978 tras el éxito a nivel mundial de Heidi la serie de estilo animé shonen. Durante el descenso también puede visitarse la cabaña de Peter, el pastor amigo de Heidi.
Actualmente en Heididorf se ha construido una segunda cabaña reproducción de la homónima de Egadina, para recreación de los turistas que no cuentan con la posibilidad de subir hasta St Moritz.

## Comercialización
El concesionario y comercializador de la región vacacional de Heidiland era originalmente la Asociación de Turismo de Sarganserland-Walensee, sustituida desde el 1 de enero de 2009 por la sociedad anónima "Heidiland Tourismus AG", con sede en Bad Ragaz. Por un lado, los accionistas son las asociaciones de turismo de los municipios participantes, que se han dividido en tres distritos turísticos: Pizol (Bad Ragaz, Pfäfers, Sargans, Mels, Vilters-Wangs, Wartau), Flumserberg (Flums, Flumserberg) y Walensee (Walenstadt, Quarten, Filzbach, Obstalden GL, Mühlehorn, Mollis, Amden, Weesen) por otro, grandes proveedores individuales: Grand Resort Bad Ragaz, Bergbahnen Flumserberg y Resort Walensee se encuentran entre los accionistas. 
Se financia con el 90 % de los ingresos fiscales de los visitantes de la zona, las cuotas de los socios y la comercialización de ofertas individuales y artículos de comercialización.
Gallen describe ahora Heidiland como la marca turística más fuerte del cantón; junto con la región del Rin, Sarganserland mostró con diferencia las mayores tasas de crecimiento del turismo extranjero en los años comprendidos entre 1997 y 2007.

## Bad Ragaz
Si bien la comuna vecina de Bad Ragaz situada en el Cantón de San Galo al noroeste de Maienfeld no forma parte de Heidiland, es mencionada en la novela en varias ocasiones, especialmente debido a que Dete, la tía de Heidi, la había llevado consigo a vivir allí mientras ella trabajaba en el famoso Balneario de Ragaz como camarera de un gran hotel, antes de que quedase Heidi al cuidado de su abuelo.